# FL Studio
FL Studio (trước đây gọi là FruityLoop) là một ứng dụng máy trạm âm nhạc kỹ thuật số âm thanh (Digital Audio Workstation) viết tắt là DAW do công ty Image-Line của Bỉ phát triển. Nó có giao diện đồ họa người dùng với trình sắp xếp nhạc dựa trên pattern (khuôn mẫu). FL Studio có sẵn bốn phiên bản khác nhau cho 2 hệ điều hành là Microsoft Windows và macOS.
Image-Line cung cấp các bản cập nhật miễn phí trọn đời cho phần mềm sau khi đã mua một lần, có nghĩa là khách hàng sẽ nhận được miễn phí tất cả các bản cập nhật mới nhất sau khi đã mua trước đó. Image-Line cũng phát triển FL Studio Mobile cho các thiết bị Android, iOS, macOS và Universal Windows Platform. 

## Giao diện
FL Studio có giao diện người dùng đồ họa dựa trên trình tự âm nhạc dựa trên mẫu.Trong các phiên bản trước của FL Studio, chỉ có chức năng trình tự trống, nhưng sau này FL Studio hỗ trợ các chức năng MIDI như Cubase, Sonar, và các trình tự sắp xếp khác. Phiên bản đầu tiên đã được phát hành vào ngày 18 tháng 12 năm 1997. 

## Phiên bản
Chương trình có sẵn trong ba phiên bản khác nhau dành cho Microsoft Windows và macOS, bao gồm Fruity Edition, Producer Edition, Signature Bundle  và Gói All Plugins Edition. Image-Line cung cấp cập nhật miễn phí suốt đời cho chương trình, có nghĩa là khách hàng nhận được tất cả các bản cập nhật của phần mềm trong tương lai miễn phí.

## FL Studio Mobile (cho thiết bị di dộng)
Image-Line cũng phát triển FL Studio Mobile cho thiết bị iPod Touch, iPhone, iPad và Android. FL Studio cũng có thể được sử dụng như là một công cụ VST trong các chương trình audio workstation và cũng có khả năng ReWire host và client.Âm nhạc hoàn chỉnh có thể được xuất ra các tập tin âm thanh dạng WAV, mp3, flac, OGG, và xuất ra qua MIDI. Image-Line cũng cung cấp các thiết bị VST/DX bên ngoài thông qua Fruity Wrapper và các ứng dụng âm thanh.